# Tiếng Armenia
Tiếng Armenia (cổ điển: հայերէն; hiện đại: հայերեն [hɑjɛˈɾɛn] hayeren) là một ngôn ngữ Ấn-Âu, tiếng mẹ đẻ của người Armenia. Đây là ngôn ngữ chính thức của Armenia. Nó từng được nói trên khắp vùng sơn nguyên Armenia và ngày nay hiện diện tại nhiều nơi có kiều dân Armenia trên thế giới. Tiếng Armenia có hệ chữ viết riêng là bảng chữ cái Armenia được tạo nên năm 405 bởi Mesrop Mashtots.
Tiếng Armenia là một nhánh con độc lập nằm trong hệ ngôn ngữ Ấn-Âu. Nó có một hệ thống ngữ âm phát triển độc lập với các ngôn ngữ khác trong hệ.
Armenia đã là một đất nước đồng nhất ngôn ngữ từ ít nhất thế kỷ 2 TCN. Đây là ngôn ngữ với nền văn học lâu đời, với một bản dịch Kinh Thánh từ thế kỷ 5. Vốn từ vựng được ảnh hưởng bởi các ngôn ngữ Iran, như tiếng Parthia và tiếng Ba Tư, cũng như tiếng Hy Lạp, và tiếng Ả Rập.

## Unicode
| Bảng Unicode chữ Armenia Official Unicode Consortium code chart: Armenian Version 13.0 |   |   |   |   |   |   |   |   |   |   |   |   |   |   |   |   |
|                                                                                        | 0 | 1 | 2 | 3 | 4 | 5 | 6 | 7 | 8 | 9 | A | B | C | D | E | F |
| U+053x                                                                                 |   | Ա | Բ | Գ | Դ | Ե | Զ | Է | Ը | Թ | Ժ | Ի | Լ | Խ | Ծ | Կ |
| U+054x                                                                                 | Հ | Ձ | Ղ | Ճ | Մ | Յ | Ն | Շ | Ո | Չ | Պ | Ջ | Ռ | Ս | Վ | Տ |
| U+055x                                                                                 | Ր | Ց | Ւ | Փ | Ք | Օ | Ֆ |   |   | ՙ | ՚ | ՛ | ՜ | ՝ | ՞ | ՟ |
| U+056x                                                                                 | ՠ | ա | բ | գ | դ | ե | զ | է | ը | թ | ժ | ի | լ | խ | ծ | կ |
| U+057x                                                                                 | հ | ձ | ղ | ճ | մ | յ | ն | շ | ո | չ | պ | ջ | ռ | ս | վ | տ |
| U+058x                                                                                 | ր | ց | ւ | փ | ք | օ | ֆ | և | ֈ | ։ | ֊ |   |   | ֍ | ֎ | ֏ |